# Neca Setubal
Maria Alice Setúbal (29 de março de 1951), mais conhecida como Neca Setúbal, é uma socióloga e banqueira brasileira.

## Biografia
Filha de Olavo Setúbal, industrial, banqueiro e ex-prefeito da cidade de São Paulo (1975-1979) pela ARENA (indicado pelo governador Paulo Egídio Martins), é uma das herdeiras e irmã do ex presidente do Banco Itaú, Roberto Setúbal. Sendo neta de Paulo Setúbal, tetraneta da viscondessa de Campinas, do visconde de Indaiatuba e do barão de Sousa Queirós, sobrinha-trineta do marquês de Três Rios, da baronesa de Itapura e da baronesa de Anhumas, sobrinha-tetraneta do visconde de Vergueiro, do barão de Limeira e da marquesa de Valença, e pentaneta do senador Vergueiro, um dos mais influentes políticos do Império do Brasil.
Graduada em ciências sociais pela USP, mestre em ciência política e doutora em psicologia pela PUC, é também presidente do Conselho Consultivo da Fundação Tide Setubal, ONG que oferece cursos e projetos culturais em São Miguel Paulista, uma das regiões mais carentes da zona leste de São Paulo, e presidente do Conselho de Administração do Cenpec (Centro de Estudos e Pesquisas em Educação, Cultura e Ação Comunitária), referência na produção de material didático.
Professora na Universidade Presbiteriana Mackenzie entre os anos de 1975-1977, ocupou ainda funções em instituições como a Unicef (1992-1993 e 1997-1998), Banco Mundial (1992), IBECC (1986-1988 - Governo José Sarney) e Ministério da Educação (1995-1996 - Governo Fernando Henrique Cardoso).
Autora de diversas obras, muitas das quais sobre educação, ganhou o Prêmio Jabuti em 2006 na categoria "didático ou paradidático do ensino fundamental e médio" com o livro "Cortes e Recortes da Terra Paulista", por ela coordenado e editado pelo Cenpec. Mantém um blog que tem como tema central a educação.

## Apoio a Marina Silva

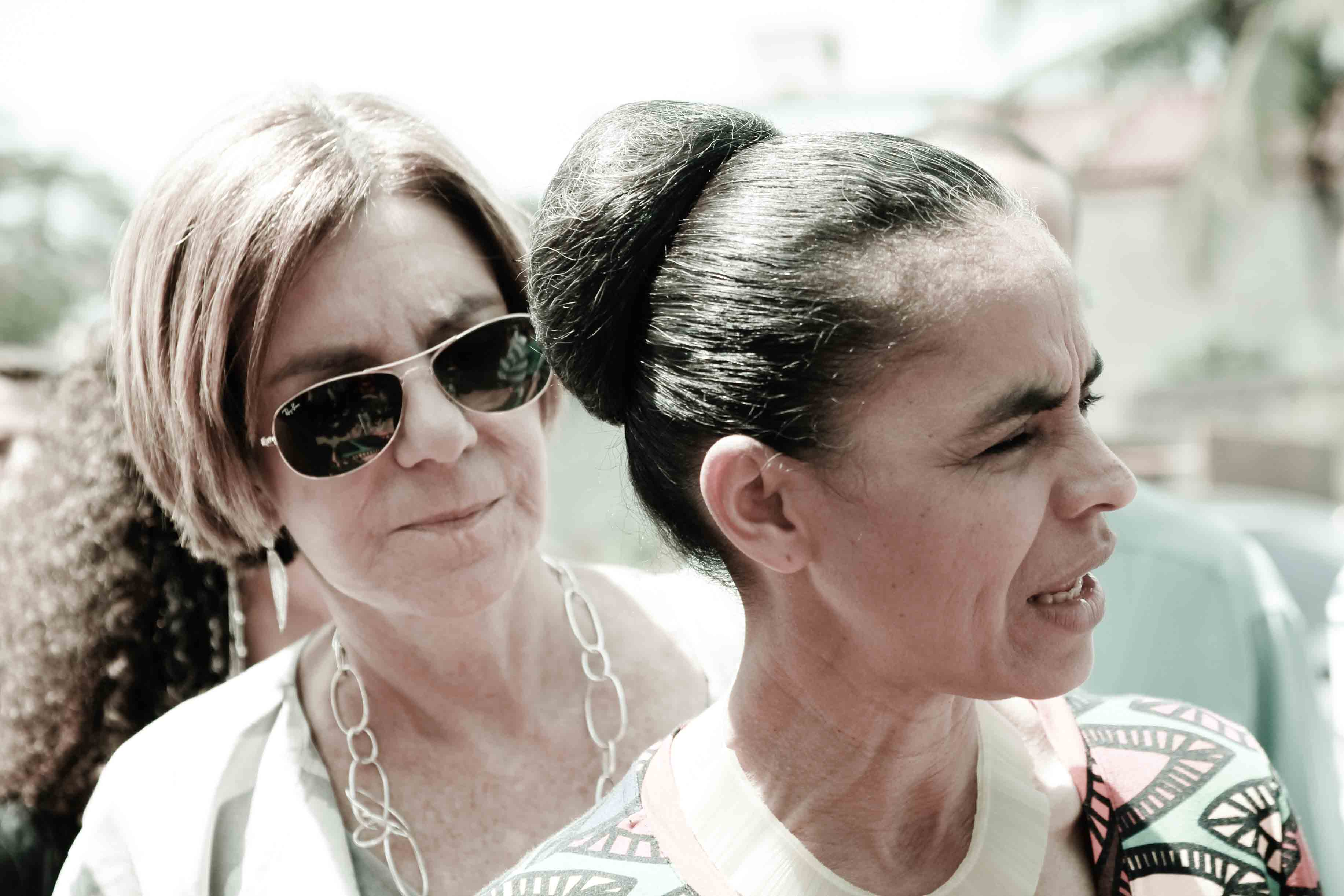
Neca Setubal (esquerda) e Marina Silva em visita ao Galpão das Paneleiras.

Neca Setubal se destacou como uma das mais importantes apoiadoras de Marina Silva em sua candidatura à Presidência da República desde 2009 (ainda pelo Partido Verde) e na tentativa de criação de seu partido político, a Rede Sustentabilidade (REDE). Em 2014, atuou como coordenadora do programa de governo da campanha de Marina Silva pelo PSB ao lado de Maurício Rands, que contou ainda com a colaboração dos economistas Eduardo Giannetti, André Lara Resende, Eliana Cardoso e José Eli da Veiga.
Segundo o jornal Estado de S. Paulo, Neca foi a terceira maior doadora individual nas eleições de 2014, tendo doado cerca de 2 milhões de reais à Marina Silva e a outros candidatos próximos de Marina.
Ainda em 2014, o jornalista André Forastieri, considerando o papel de Neca como acionista da holding Itausa e seu apoio a Marina Silva, questiona acerca de algum eventual conflito de interesse relativo à dívida que o holding possui no valor de R$ 18,7 bilhões junto ao governo brasileiro, relativos à fusão do Itaú com o Unibanco no ano de 2008. Neca negou posteriormente qualquer conflito de interesse na questão, dizendo que apesar de ser acionista do banco Itaú, nunca ocupou nenhum cargo no banco nem no Itaú Social.